# Šljivansko (gmina Žabljak)
Šljivansko (cyr. Шљиванско) – wieś w Czarnogórze, w gminie Žabljak. W 2011 roku liczyła 8 mieszkańców.